# Župnija Kamnik
Župnija Kamnik je rimskokatoliška teritorialna župnija dekanije Kamnik nadškofije Ljubljana.